# Devioeca
Devioeca is een monotypisch geslacht van zangvogels uit de familie Petroicidae (Australische vliegenvangers). 
De enige soort is:
- Devioeca papuana  – Papoeavliegenvanger